# Focea

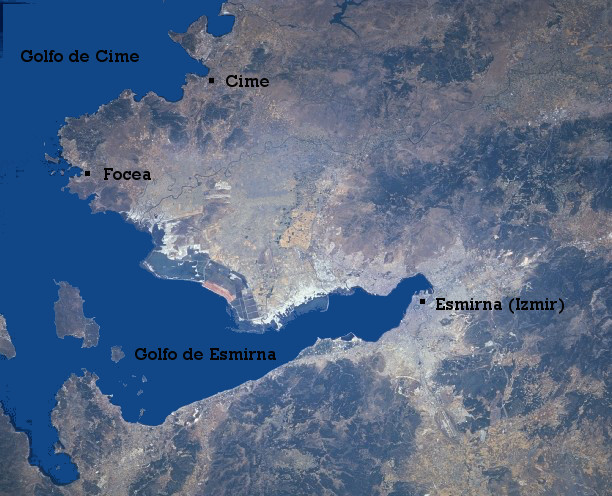
Foto satélite mostrando la situación de las antiguas ciudades de Focea, Cime y Esmirna.

Focea (griego antiguo Φώκαια, Phôkaia) era una ciudad griega de Asia Menor, actualmente en Turquía, donde hoy día se encuentra la ciudad de Foça o Eskifoça en el golfo de Esmirna. Su nombre proviene de la palabra «foca» (animal), que fue el símbolo de la ciudad. Los habitantes de Focea reciben el nombre de foceos o focenses.
Fundada por colonos griegos de Eritras y Teos en el siglo VIII a. C., fue un importante puerto comercial y mantuvo tratos con todo el Mediterráneo occidental (Masalia, Niza, Tartessos, Ampurias —fundada por foceos el 575 a. C.—, Alalia —en Córcega— y Elea —o Velia, en el sur de Italia—).

## Geografía
Focea fue la más septentrional de las ciudades jonias. Estrabón dice que marcaba el inicio de Jonia y el límite de la Eólida. Estaba situada cerca de la boca del río Hermo (el actual Gediz), en la costa de la península que separa el Golfo de Cime al norte, llamado así por la mayor de las ciudades de la región eolia, y el golfo de Esmirna al sur. Tenía dos excelentes puertos, llamados Naustatmos y Lamptera. Estos puertos propiciaron que la ciudad desarrollara una floreciente economía marítima.

## Historia

### Fundación
El antiguo geógrafo Pausanias dice que Focea fue fundada por los focidios bajo liderazgo ateniense: 

Los focenses son por nacimiento  originarios de (...) Fócide al pie del Parnaso, los cuales pasaron a Asia con los atenienses Filógenes y Damón. La región la tomaron de los de Cime no en guerra, sino en virtud de un acuerdo. Pero como los jonios no les recibieron en el Panjonio hasta que tomaron reyes de la raza de los Códridas, por eso aceptaron de los de Eritras de Teos a Deetes, a Periclo y a Abarto.
Pausanias, Descripción de Grecia, vii, 3, 10.

Los restos de cerámica indican la presencia eolia y jonia en el siglo IX a. C., fecha aproximada del establecimiento de Focea.

### Esfuerzo colonizador
Según Heródoto, los foceos fueron los primeros griegos que realizaron largos viajes por mar y quienes descubrieron el mar Adriático, el mar Tirreno, Iberia y Tartessos. Heródoto relata que los foceos se hicieron muy amigos del rey tarteso Argantonio, y que este les animó a abandonar Jonia y a establecerse en la zona de sus dominios que prefiriesen. Al no lograr persuadirlos y enterarse de la situación en el Medo, les dio dinero para que circundaran su ciudad con una muralla.
Probablemente comerciaron con los griegos de la colonia de Náucratis en Egipto, una colonia de la ciudad jonia de Mileto. Al norte, probablemente ayudaron a colonizar Amisos (Samsun) en el mar Negro, y Lámpsaco en el extremo septentrional del Helesponto (actual estrecho de los Dardanelos). Sin embargo, las principales colonias foceas estuvieron en el Mediterráneo occidental: los focenses fundaron sucesivamente, a partir de 600 a. C., las colonias de Massalia (actual Marsella), en la desembocadura del río Ródano, y luego Antípolis (Antibes) y Nicea (Niza). Después Alalia (actual Aleria) en la costa oriental de Córcega, enfrente de Etruria, hacia 545 a. C., así como Emporion (Ampurias) hacia 575 a. C., en la costa del actual municipio de La Escala, provincia de Gerona, España.
En 535 a. C., los foceos libraron una batalla naval en Alalia contra los etruscos y los cartagineses, en la que cuarenta de sus naves fueron destruidas y las veinte restantes quedaron inservibles. Tras la derrota, que marca el comienzo del retroceso de los griegos en el Mediterráneo occidental y el inicio de la expansión cartaginesa, pusieron rumbo a Regio. Partiendo de allí fundaron en Lucania la ciudad de Elea (la latina Velia), al sur de Paestum, hacia el 540 a. C.
Es posible que  en la fundación de la colonia focense de Elea, en la Magna Grecia, participase el filósofo Jenófanes de Colofón (c. 570-478 a. C.). Representante del desarrollo del primer pensamiento filosófico fuera de Mileto, Jenófanes tuvo que abandonar muy joven su ciudad, la jonia Colofón, y se pasó el resto de su vida recorriendo todo el mundo griego. En Elea daría origen a la escuela filosófica eleata, de la que formarían parte Parménides y Zenón y que florecerá ya en el siglo V a. C.

### Pérdida de la independencia
Focea permaneció independiente hasta que el rey de Lidia Creso (c. 560-545 a. C.) la sometió, junto con el resto de la tierra firme de Jonia. Posteriormente, como parte del imperio lidio fue conquistada por el medo Harpago, general del rey aqueménida Ciro II el Grande de Persia en 546 a. C., en uno de los acontecimientos que precedieron al gran conflicto greco-persa.
Cuando Harpago decidió tomar la ciudad de Focea, la sometió a un asedio. Los foceos decidieron abandonar la ciudad, emigrando hacia Quíos, donde no fueron bien recibidos. Decidieron entonces dirigirse a Córcega, donde veinte años antes habían fundado la ciudad de Alalia. Pero, tras haber zarpado, volvieron por sorpresa a Focea y mataron a la guarnición persa que, por orden de Harpago, defendía la ciudad.
En 500 a. C., Focea se unió a la revuelta jónica contra Persia. Indicativo de sus habilidades navales fue que Dionisio, un foceo, fuera nombrado jefe de la flota en la decisiva batalla naval de Lade (a principios del verano de 494 a. C.) por los próbouloi jonios reunidos en el Panjonio. Dado que el número de las naves foceas era exiguo (sólo tres de un total de 353 trirremes), su nombramiento quizá tuviera como objeto evitar envidias y recelos entre las potencias que más naves aportaban. La flota jonia fue derrotada y finalizó la revuelta.
Por su parte, el foceo Dionisio, al percatarse de que la causa de los jonios estaba perdida, huyó después de haber capturado tres naves enemigas. Contaba, pues, con seis navíos de combate, pero no huyó con rumbo a Focea —pues sabía perfectamente que dicha ciudad, al igual que el resto de Jonia, iba a ser esclavizada—, sino que puso proa a Fenicia, una zona muy próspera, donde el enemigo no esperaba que pudiese actuar. En aquellas aguas hundió varios gaulos (navíos de carga), haciéndose con un cuantioso botín. Posteriormente se dirigió a Sicilia donde estableció su base y estuvo dedicado a la piratería en detrimento de cartagineses y tirrenos. En esta época, dedicarse a la piratería no conllevaba el menor desdoro. Es más, Dionisio aparecía como un patriota al no atacar a los navíos helenos y sí a los de Cartago y Etruria, que mantenían un intenso tráfico comercial en aguas sicilianas.

### Vuelta a la órbita griega
Tras la derrota de Jerjes I por los griegos en 480 a. C. y el consiguiente aumento del poder ateniense, Focea se adhirió a la Liga de Delos, pagando un phoros (tributo) a Atenas de dos talentos. En 412 a. C., durante la guerra del Peloponeso, Focea se rebeló, con el resto de Jonia, contra Atenas con la ayuda de Esparta.
Durante el periodo helenístico, cayó bajo los seléucidas, y luego bajo el gobierno de los atálidas. 
Tito Livio describe a Focea como una ciudad de forma oblonga y cuyos muros tenían una longitud de unos 3700 metros (2,5 millas romanas). Destaca la excelencia y la seguridad de sus dos puertos.

### Época bizantina
Hacia finales del siglo XIII, Focea estuvo brevemente bajo el control de los hermanos genoveses Manuele y Benedetto Zaccaria, que actuaban como feudatarios del emperador de Bizancio. Ambos amasaron una considerable fortuna explotando las minas de alumbre de Focea.

## Moneda
Siguiendo a los lidios, los foceos fueron de los primeros del mundo en acuñar y utilizar monedas como dinero. Sus monedas estaban hechas de electro (aleación con plata y oro). El Museo Británico tiene una moneda focea con la imagen de una foca datada en el 600–550 a. C. En la colonia de Ampurias también acuñaron diferentes tipos de monedas, con diferentes diseños: primero sin el nombre, luego con EM, y luego con Emporion.